# Israël aux Jeux olympiques d'été de 1996
 (avril 2023).
Si vous disposez d'ouvrages ou d'articles de référence ou si vous connaissez des sites web de qualité traitant du thème abordé ici, merci de compléter l'article en donnant les références utiles à sa vérifiabilité et en les liant à la section « Notes et références ».
Israël participe aux Jeux olympiques d'été de 1996 à Atlanta.

## Liste des médaillés israéliens

### Médailles d'or
| Sport              | Discipline | Sportifs | Performance |
| Médailles d'or : 0 |            |          |             |

### Médailles d'argent
| Sport                  | Discipline | Sportifs | Performance |
| Médailles d'argent : 0 |            |          |             |

### Médailles de bronze
| Sport                   | Discipline | Sportifs    | Performance |
| Médailles de bronze : 1 |            |             |             |
| Voile                   | Mistral    | Gal Fridman |             |